# Human RPA Interacting Protein
La human RPA interacting protein (hRIP, Protéine humaine interagissant avec RPA) est une protéine découverte récemment[Quand ?]. Sa principale fonction est de transporter la Protéine de Réplication A (RPA, replicative protein A) du cytosol jusqu’au noyau et du noyau au cytosol.

## Structure
Le gène hRIP se retrouve sur le chromosome humain 17 en position p13. On connait aujourd'hui 6 isoformes possibles de cette protéine, issus de l'épissage alternatif d'un même gène : hRIP alpha, beta, gamma. delta 1, delta 2 et delta 3. Le gène de l’hRIP code l’isoforme a. Cependant, les isoformes a et b sont les plus souvent retrouvés dans le métabolisme cellulaire. L’isoforme a comprend 219 acides aminés. La protéine hRIP est divisée en trois domaines; la partie N-terminale (acides aminés 1 à 45) qui est riche en résidus basiques, la partie centrale (acides aminés 45 à 140) qui est principalement composée d’acides aminés acides et la partie C-terminale (acides aminés 141 à 226), qui contient le domaine putatif du doigt de Zinc. La liaison avec la protéine RPA se fait par le domaine central. Concernant l’isoforme b, celui-ci comprend 172 acides aminés. En pratiquant une électrophorèse sur polyacrylamide les chercheurs ont estimé le poids moléculaire de cet isoforme b aux environs de 45 kDa.

## Isoformes
Le tableau qui suit présente les différents isoformes de hRIP connus :
| Isoforme | Exons présents dans l’isoforme | Nombres d’acides aminés | Paires de base retrouvées sur le gène |
| a        | 1 - 2 - 3 - 4 - 5 - 6 - 7      | 219 a.a.                | 660 pb                                |
| b        | 1 - 2 - 3 - 4 - 5 - - 7        | 172 a.a.                | 519 pb                                |
| g        | 1 - 2 - 3 - 4 - - 6 - 7        | 145 a.a.                | 596 pb                                |
| d1       | 1 - 2 - 3 - - 5 - 6 - 7        | 107 a.a.                | 548 pb 407 pb                         |
| d2       | 1 - 2 - 3- - - 6 - 7           | 106 a.a.                | 484 pb                                |
| d3       | 1 - 2 - 3 - - - - 7            | 106 a.a.                | 343 pb                                |

## Rôles des isoformes a et b
Les isoformes a et b transportent la protéine RPA dans les corps nucléaires PML sous le processus de sumoylation. La microscopie en immunofluorescence a permis de révéler que hRIP a se localise davantage dans le cytoplasme mais est également détectable dans le noyau. Par contre, l’isoforme b est essentiellement nucléaire. La sumoylation est nécessaire pour le transport, via hRIP, de la protéine RPA vers le noyau.